# Dria Paola
Dria Paola, pseudonimo di Pietra Giovanna Matilde Adele Pitteo (Rovigo, 21 novembre 1909 – Roma, 12 novembre 1993), è stata un'attrice italiana di cinema, teatro e televisione. È annoverata fra le maggiori interpreti attive nella sua epoca.

## Biografia
Figlia di Arturo Pitteo (1877-1932), proprietario di un negozio di armi da caccia, in via Cavour, e della padovana Ione Volebele (1888-1991), la proprietaria del Caffè Borsa, in piazza Garibaldi, nacque a Rovigo nella villa di famiglia, sita nell'allora via Sabbioni, al numero civico 11, oggi viale Beata Maria Chiara.
Venne battezzata in duomo dal vescovo Tommaso Pio Boggiani (1863-1942) il 26 marzo 1910, e sin da piccola "Etra" (così venne soprannominata dagli amici), palesò un forte temperamento artistico, studiando sin dalla tenera età di tre anni danza e da quella di dieci recitazione, lavorando inizialmente nella compagnia di Carlo Lombardo.
Dopo aver adottato lo pseudonimo Dria Paola, dal sapore più orientaleggiante e misterioso, grazie alla sua straordinaria bellezza, riuscì ad ottenere una particina nel film Gli ultimi giorni di Pompei, (1926), diretto a quattro mani da Carmine Gallone ed Amleto Palermi.
Da allora, fu un susseguirsi di trionfi, in pellicole che catapultarono l'attrice veneta fra l'Olimpo delle stelle del cinema italiano dell'epoca. Alla morte del padre, nel 1932, si trasferì con la madre a Roma e, dopo aver preso parte a diversi film in ruoli di supporto ma anche da protagonista, nel 1933 interpretò il film per cui è maggiormente ricordata: Fanny (1933), di Mario Almirante. Riapparve regolarmente sino agli albori degli anni quaranta, quando preferì ritirarsi a vita privata.

### Il primo film sonoro e il declino

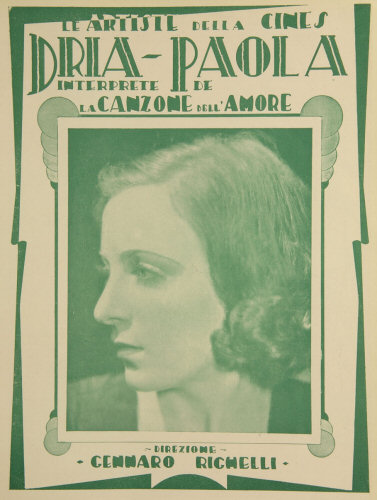
La locandina del film La canzone dell'amore

Il suo nome resta legato a La canzone dell'amore (1930), di Gennaro Righelli, ricordato per essere stato il primo film sonoro di produzione italiana ad essere distribuito. In questo film la Paola recitò accanto ad un'altra diva dell'epoca, Isa Pola, con la quale divise la notorietà derivante dall'avervi partecipato.
Attiva in seguito come artista ed autrice di una singolare autobiografia, rimase attiva (anche se molto sporadicamente) in teatro ed in televisione, apparendo, per esempio, in Cortile (1955), di Antonio Petrucci. Morì totalmente dimenticata (nel 1989 aveva beneficiato della legge Bacchelli) a quasi 84 anni nel 1993.

## Filmografia

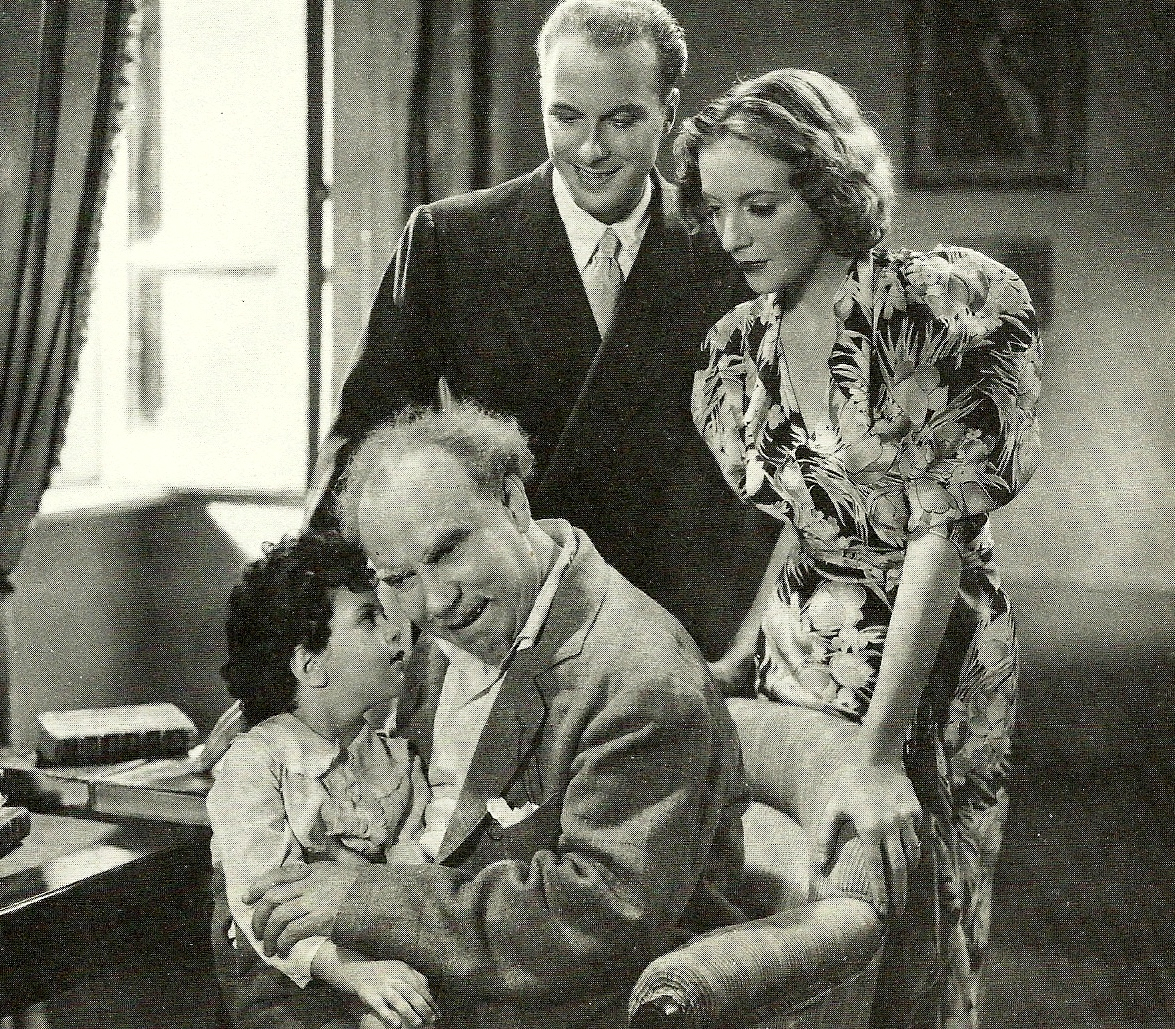
Angelo Musco, Elio Steiner e Dria Paola in Pensaci, Giacomino! di Gennaro Righelli (1936)

- Gli ultimi giorni di Pompei, regia di Carmine Gallone (1926)
- Sole, regia di Alessandro Blasetti (1929)
- Ninna nanna delle dodici mamme, regia di Mario Almirante (1930)
- La canzone dell'amore, regia di Gennaro Righelli (1930)
- Cortile, regia di Carlo Campogalliani (1930)
- Vele ammainate, regia di Anton Giulio Bragaglia (1931)
- Medico per forza, regia di Carlo Campogalliani (1931)
- L'uomo dall'artiglio, regia di Nunzio Malasomma (1931)
- Stella del cinema, regia di Mario Almirante (1931)
- Pergolesi, regia di Guido Brignone (1932)
- Fanny, regia di Mario Almirante (1933)
- Il signore desidera?, regia di Gennaro Righelli (1934)
- La fanciulla dell'altro mondo, regia di Gennaro Righelli (1934)
- La cieca di Sorrento, regia di Nunzio Malasomma (1934)
- Un colpo di vento, regia di Carlo Felice Tavano (1936)
- L'albero di Adamo, regia di Mario Bonnard (1936)
- Pensaci, Giacomino!, regia di Gennaro Righelli (1936)
- L'ultimo scugnizzo, regia di Gennaro Righelli (1938)
- L'albergo degli assenti, regia di Raffaello Matarazzo (1938)
- Lotte nell'ombra, regia di Domenico Gambino (1939)
- Il cavaliere di San Marco, regia di Gennaro Righelli (1939)
- Montevergine, regia di Carlo Campogalliani (1939)
- Traversata nera, regia di Domenico Gambino (1939)
- La mia canzone al vento, regia di Guido Brignone (1939)
- La notte delle beffe, regia di Carlo Campogalliani (1939)
- Cuori nella tormenta, regia di Carlo Campogalliani (1940)
- La pantera nera, regia di Domenico Gambino (1942)